# 凯西·弗兰克
凯西·弗兰克（英語：Casey Frank，1977年10月23日—），新西兰男子篮球运动员。他曾代表新西兰参加2006年英联邦运动会篮球比赛，获得一枚银牌。他也曾参加2006年、2010年和2014年世界篮球锦标赛。